# Stazione meteorologica di Olbia Costa Smeralda
La stazione meteorologica di Olbia Costa Smeralda (in sardo: Istazione meteoròlogica de Terranoa-Monti di Mola) è la stazione meteorologica di riferimento per il Servizio meteorologico dell'Aeronautica Militare e per l'Organizzazione meteorologica mondiale, relativa alla città di Olbia e alla Costa Smeralda.

## Caratteristiche
La stazione meteorologica, gestita dall'ENAV, si trova nell'Italia insulare, in Sardegna, in provincia di Sassari, nel comune di Olbia, presso l'aeroporto di Olbia-Costa Smeralda, a 13 metri s.l.m. e alle coordinate geografiche 40°54′06.51″N 9°31′34.42″E.

## Medie climatiche ufficiali

### Dati climatologici 1961-1990
In base alla media trentennale di riferimento (1961-1990) per l'Organizzazione meteorologica mondiale, effettivamente calcolata dal 1969 (anno di attivazione della stazione meteorologica), la temperatura media del mese più freddo, gennaio, si attesta a +9,9 °C; quella del mese più caldo, agosto, è di circa +24,7 °C.
Le precipitazioni medie annue sono di 582 mm, distribuite mediamente in 67 giorni, con minimo in primavera-estate e picco invernale.
L'umidità relativa media annua si attesta al valore di 66,1 % con minimo 58 % in giugno e massimo di 72 % a novembre e a dicembre.
L'eliofania assoluta media annua fa registrare il valore di 7,2 ore giornaliere, con minimo di 3,8 ore giornaliere in dicembre e massimo di 11,6 ore giornaliere in luglio.
| Olbia Costa Smeralda (1961-1990)                     | Mesi | Mesi | Mesi  | Mesi  | Mesi  | Mesi  | Mesi  | Mesi  | Mesi  | Mesi  | Mesi | Mesi | Stagioni | Stagioni | Stagioni | Stagioni | Anno   |
| Olbia Costa Smeralda (1961-1990)                     | Gen  | Feb  | Mar   | Apr   | Mag   | Giu   | Lug   | Ago   | Set   | Ott   | Nov  | Dic  | Inv      | Pri      | Est      | Aut      | Anno   |
| ---------------------------------------------------- | ---- | ---- | ----- | ----- | ----- | ----- | ----- | ----- | ----- | ----- | ---- | ---- | -------- | -------- | -------- | -------- | ------ |
| T. max. media (°C)                                   | 14,6 | 15,2 | 16,5  | 18,4  | 22,7  | 27,6  | 30,5  | 30,8  | 27,0  | 22,2  | 17,8 | 15,4 | 15,1     | 19,2     | 29,6     | 22,3     | 21,6   |
| T. min. media (°C)                                   | 5,2  | 5,9  | 6,3   | 8,2   | 11,3  | 15,4  | 18,3  | 18,5  | 15,9  | 11,8  | 8,0  | 6,1  | 5,7      | 8,6      | 17,4     | 11,9     | 10,9   |
| Precipitazioni (mm)                                  | 47,3 | 72,6 | 63,4  | 56,1  | 37,4  | 18,4  | 6,4   | 28,1  | 40,8  | 58,4  | 55,6 | 97,9 | 217,8    | 156,9    | 52,9     | 154,8    | 582,4  |
| Giorni di pioggia                                    | 7    | 8    | 8     | 8     | 4     | 3     | 1     | 3     | 5     | 5     | 6    | 9    | 24       | 20       | 7        | 16       | 67     |
| Umidità relativa media (%)                           | 70   | 69   | 65    | 66    | 66    | 58    | 60    | 63    | 67    | 65    | 72   | 72   | 70,3     | 65,7     | 60,3     | 68       | 66,1   |
| Eliofania assoluta (ore al giorno)                   | 4,1  | 4,9  | 6,0   | 7,1   | 9,0   | 10,4  | 11,6  | 10,2  | 8,3   | 6,3   | 4,6  | 3,8  | 4,3      | 7,4      | 10,7     | 6,4      | 7,2    |
| Radiazione solare globale media (centesimi di MJ/m²) | 659  | 936  | 1 382 | 1 865 | 2 319 | 2 592 | 2 704 | 2 309 | 1 750 | 1 178 | 756  | 570  | 2 165    | 5 566    | 7 605    | 3 684    | 19 020 |

## Valori estremi

### Temperature estreme mensili dal 1969 ad oggi
Nella tabella sottostante sono riportate le temperature massime e minime assolute mensili, stagionali ed annuali dal 1969 ad oggi, con il relativo anno in cui si queste si sono registrate. La massima assoluta del periodo esaminato di +47,4 °C risale al luglio 2023, mentre la minima assoluta di -4,2 °C è del dicembre 2001.
| Olbia Costa Smeralda (1969-2024) | Mesi        | Mesi        | Mesi        | Mesi        | Mesi        | Mesi        | Mesi        | Mesi        | Mesi        | Mesi        | Mesi        | Mesi        | Stagioni | Stagioni | Stagioni | Stagioni | Anno |
| Olbia Costa Smeralda (1969-2024) | Gen         | Feb         | Mar         | Apr         | Mag         | Giu         | Lug         | Ago         | Set         | Ott         | Nov         | Dic         | Inv      | Pri      | Est      | Aut      | Anno |
| -------------------------------- | ----------- | ----------- | ----------- | ----------- | ----------- | ----------- | ----------- | ----------- | ----------- | ----------- | ----------- | ----------- | -------- | -------- | -------- | -------- | ---- |
| T. max. assoluta (°C)            | 25,1 (2001) | 25,3 (2020) | 28,0 (1977) | 28,9 (2024) | 36,2 (1997) | 40,5 (2021) | 47,4 (2023) | 42,8 (1999) | 38,3 (2008) | 33,3 (2023) | 29,0 (1985) | 25,5 (2023) | 25,5     | 36,2     | 47,4     | 38,3     | 47,4 |
| T. min. assoluta (°C)            | −3,6 (2004) | −3,0 (2008) | −2,5 (2010) | −1,8 (2003) | 2,8 (1970)  | 7,0 (1990)  | 9,3 (1971)  | 10,2 (1970) | 5,6 (1972)  | 3,0 (1970)  | −1,4 (2005) | −4,2 (2001) | −4,2     | −2,5     | 7,0      | −1,4     | −4,2 |